# Harriet Morrison Irwin
Harriet Abigail Morrison Irwin (Condado de Mecklenburg, Carolina del Norte, 1828 - Charlotte, 1897) fue la primera mujer estadounidense en obtener una patente por un diseño arquitectónico. Pese a no tener formación reglada en arquitectura, propuso un modelo de vivienda destinado especialmente a las amas de casa con algún tipo de limitación física o enfermedad. Su diseño destaca por facilitar el mantenimiento del hogar y potenciar la iluminación natural y la ventilación de los espacios.

## Biografía
Fue la tercera de los diez hijos del matrimonio conformado por Robert Hall Morrison (primer presidente del Davidson College) y de Mary Graham Morrison. De todos los hijos, ella fue la única sobreviviente que pudo llegar a la edad adulta. No obstante, contó desde niña con una frágil salud y poca fuerza corporal, lo que le impidió participar en las actividades físicas o juegos que solía organizar la familia. Por ello, pasó mucho tiempo sumergida en otras actividades en las que decidió enfocarse como fue, por ejemplo, la lectura de libros o el escribir relatos.  
La educación de Harriet Morrison comenzó en su casa, ya que al ser su padre pastor presbiteriano, se encargó de la instrucción tanto de sus hijos como hijas en casa. El matrimonio apostó por la educación igualitaria de todos sucesores, independientemente del género. Este tipo de pensamiento era algo innovador para la época y fue precisamente lo que posibilitó que su padre concediera la oportunidad a Harriet de acudir a Salem Female Academy,  una de las pocas escuelas en aquella época que contaban con una educación superior dirigida a mujeres, donde se impartían estudios de matemáticas, historia, literatura o arte entre otros. Sería en esa prestigiosa institución para mujeres donde continuaría sus estudios secundarios. Sin embargo, la tradicional educación para señoritas de clase alta que recibió allí no le fue suficiente para satisfacer su curiosidad. Los cursos de matemáticas o ingeniería avanzadas no estaban por entonces dentro del programa, siendo estos precisamente los que le provocaban mayor interés.
En 1849, a los 19 años, se casó con James Irwin el cual se había graduado en University of North Carolina. Fue un hombre que contaba con una buena posición económica y que, asimismo, poseía una gran cultura. Incluso, llegó a ser el coeditor en la revista The Land We Love.
Tras contraer matrimonio, la pareja se fue a vivir a la ciudad de Mobile, donde antes había estado viviendo Irwin. Pero fueron pocos los años que estuvo allí la pareja, en concreto tres, pues el clima del lugar le empeoraba su delicada salud. Así, se mudaron a Charlotte de nuevo, siendo el lugar donde Harriet fijó su residencia permanentemente. Pese a sus problemas de salud, dio a luz a nueve hijos. De los hijos que tuvo entre 1850 y 1864, solo consiguieron sobrevivir cinco de ellos. Al mismo tiempo, el contexto que vivió por aquella época estuvo marcado por las tensiones surgidas por la Guerra de Secesión.
El fin de la guerra, en 1865, fue tan decisivo para la ciudad de Charlotte como lo para la propia Harriet a nivel profesional. Por un lado, Harriet comenzó junto con su cuñada, Dana Harvey Hill, a publicar en la revista de su marido. Sus artículos incluían desde relatos de ficción romántica hasta de religión o política. De igual forma, Harriet se beneficiaría del entorno cambiante de la ciudad de Charlotte, ya que, después de finalizar el conflicto armado, esta localidad inició un gran desarrollo urbano, que implicó la construcción de un gran número de edificios de nueva planta, que harían despertar de nuevo en Harriet un gran interés por la arquitectura y la ingeniería. 

## Casa Hexagonal

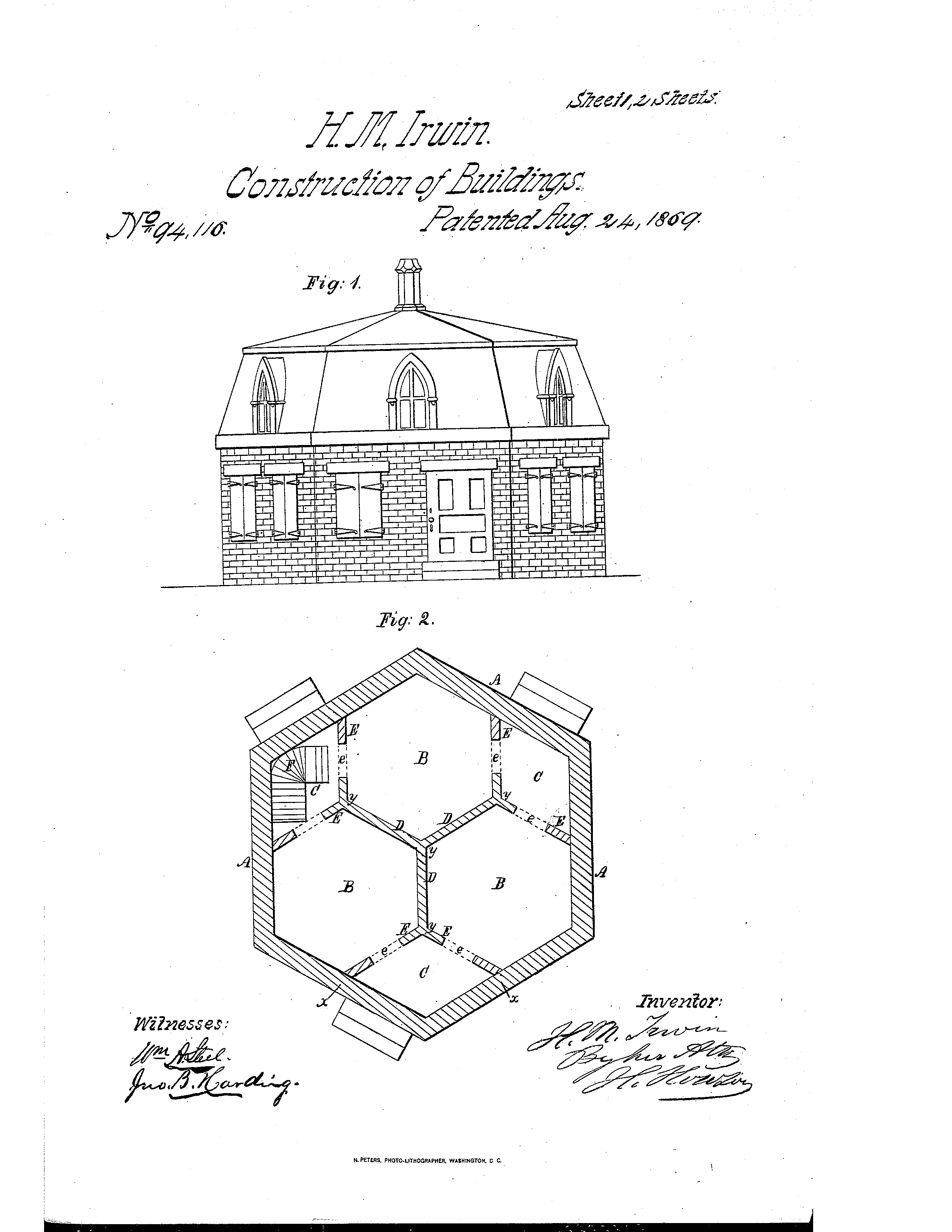
Harriet Morrison Irwin, Casa Hexagonal, patente

#### Desarrollo de su proyecto
El fin de la guerra y las nuevas construcciones presentaron para Harriet una magnífica oportunidad en la que podría aportar el cambio constructivo ligado a su propia experiencia personal, marcada por su frágil salud. Empezó a investigar en el diseño de una vivienda práctica y económica. Se trataba de un nuevo ideal de vivienda, pensada especialmente para amas de casa con algún tipo de limitación física o enfermedad. Para poder desarrollarlo, había dirigido su estudio al análisis de los textos especializados más populares de la época, como por ejemplo las obras de John Ruskin, así como estudios de ingeniería  del S XIX. Las ideas que más impacto suscitaron en Harriet se estructuraban en torno al reconocimiento del enorme potencial existente en la naturaleza para contribuir a la salud física y mental de las personas, buscando siempre una buena conexión entre sus diseños y el exterior de los mismos.

#### Obtención de la patente
En agosto de 1869, cuando Harrriet contaba con 41 años y sin ninguna formación reglada en arquitectura, obtuvo una patente oficial estadounidense. Se convirtió en la primera mujer en recibir dichos derechos arquitectónicos en Estados Unidos gracias a la nueva tipología de vivienda que había creado: la Casa Hexagonal. La casa de seis caras apostaba por una optimización de la iluminación, de origen natural, una mejor ventilación y un práctico uso del espacio. Incluso, las estancias interiores tenían la planta en forma hexagonal, romboide o de alubia, lo que permitía llevar a cabo una limpieza más sencilla. Al mismo tiempo, evitaba la acumulación de polvo o suciedad en las posibles esquinas.
En su proyecto de la casa, fue determinante la inquietud de Harriet por la distribución de puertas y ventanas. Eran elementos imprescindibles para determinar la relación de la vivienda con el exterior, además de habilitar una fácil entrada a la construcción. Igualmente, esa distribución de puertas y ventanas tenían además otra función añadida: la de permitir el paso del aire por la casa en los meses más cálidos y, a su vez, la de mantener el calor dentro mediante un eficaz cierre cuando se dieran temperaturas más frías.
Por último, otra singularidad de la casa es que no tenía pasillos o galerías en su estructura hexagonal. Todo se configuraba alrededor del núcleo de la casa, donde se encontraba una única chimenea que transportaba el calor al resto de la casa mediante conductos.
Para promocionar su vivienda, ella misma construyó y vivió en una edificación resultante de sus diseños, publicó diversos artículos en revistas especializadas y una novela, The Hermit of Petraea, en 1871. Ese mismo año, fundó junto con su marido y su cuñado The Hill and Irwin Land Agency, una promotora especializada en la construcción de viviendas hexagonales, siguiendo el diseño de Harriet. Una de sus casas hexagonales estuvo situada en el número 912 en West Fifth Street, en Charlotte. En la misma localidad, levantaría otras dos construcciones más de la misma tipología, aunque ninguna de las tres ha conseguido pervivir hasta la actualidad.